# Richard Rosser, Baron Rosser

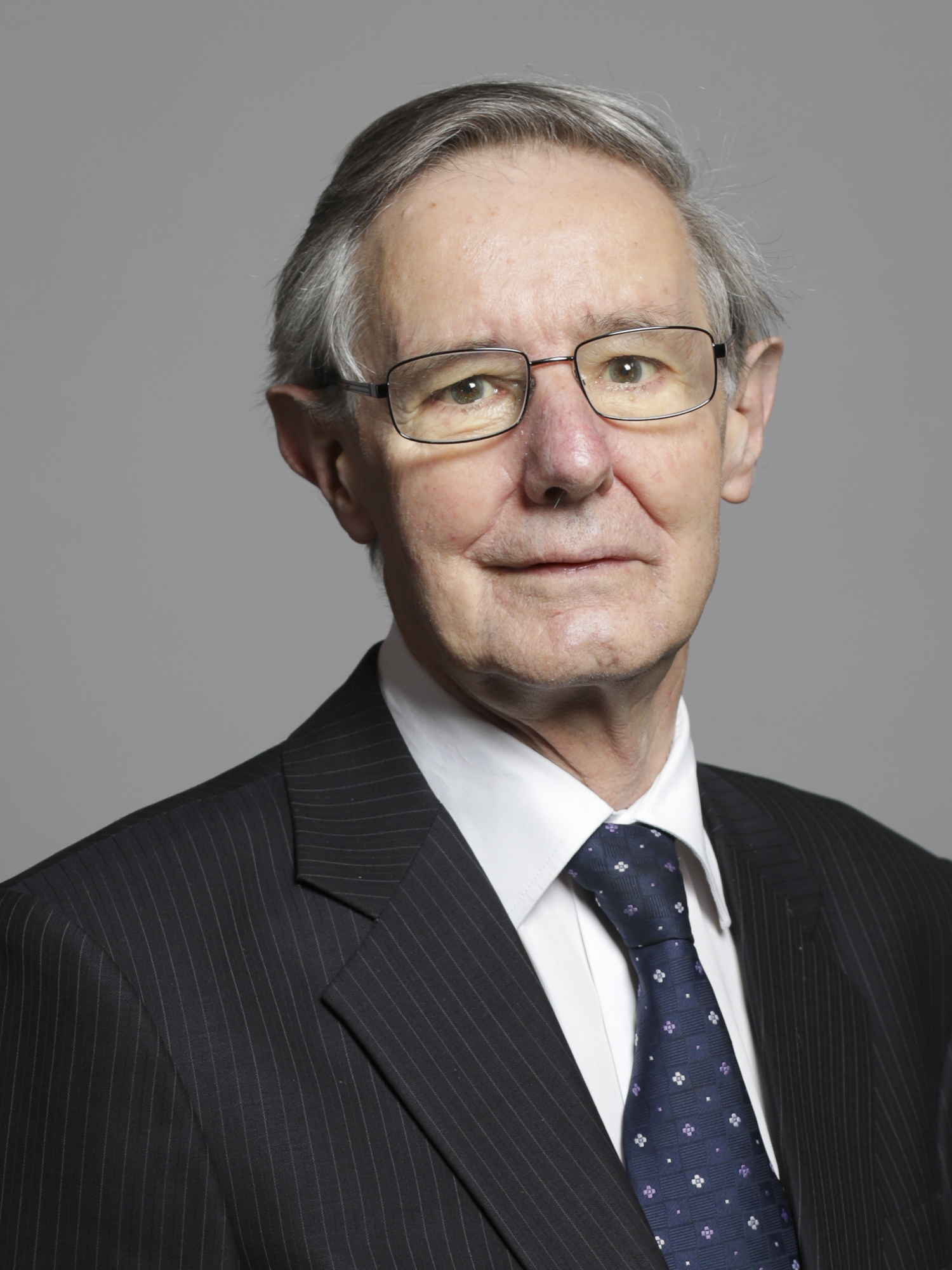
Richard Rosser, Baron Rosser (2020)

Richard Andrew Rosser, Baron Rosser (* 5. Oktober 1944; † 10. April 2024) war ein britischer Gewerkschaftsführer und Politiker.
Er arbeitete ursprünglich bei London Transport und wurde dann Gewerkschaftsangestellter bei der Transport Salaried Staffs' Association (TSSA), wo er die Angestellten von London Transport in Verhandlungen mit dem Management vertrat. Er stieg in der Gewerkschaftshierarchie auf und wurde bald einer der beiden stellvertretenden Generalsekretäre sowie 1989 zum Generalsekretär der Gewerkschaft gewählt. Rosser wurde zweimal wiedergewählt, er war insgesamt 15 Jahre im Amt, bis er 2004 in Pension ging. Diese Amtszeit wurde nur von Alexander Walkden übertroffen, der von 1906 bis 1936 im Amt war. Er war auch Schiedsmann und Vorsitzender des National Executive Committee der Labour Party.
Nach seiner Pensionierung wurde er am 14. Juni 2004 als Baron Rosser, of Ickenham in the London Borough of Hillingdon, zum Life Peer ernannt. Er saß dadurch bis zu seinem Tod für Labour im House of Lords. Seine Arbeitsgebiete waren außer dem Transportwesen das Strafwesen; er war Vorsitzender des Prison Service Audit Committee und im Vorstand des Prison Service change programme board.